# Acidi politionici

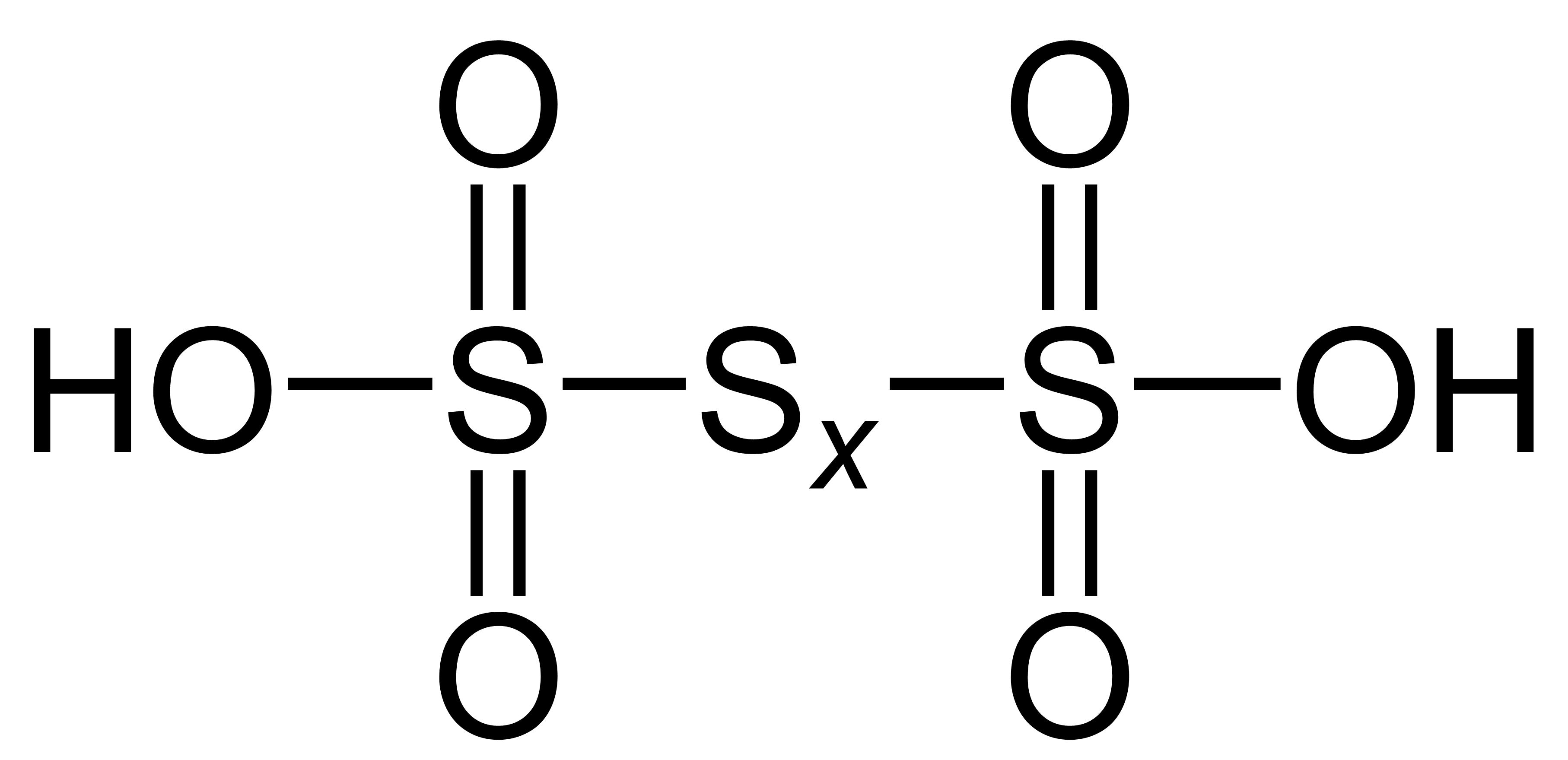
Formula generale degli acidi politionici

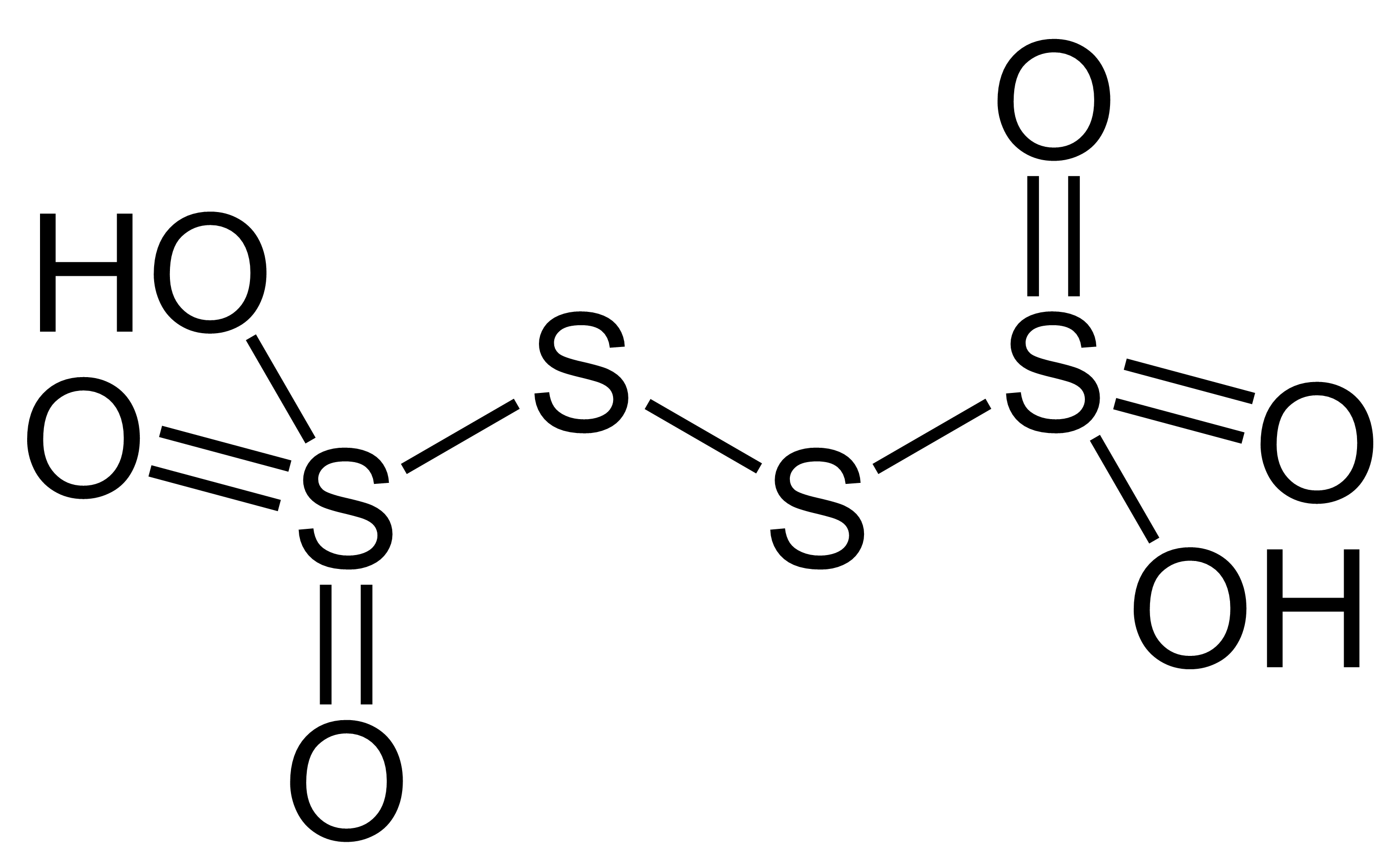
Struttura dell'acido tetrationico

Acidi politionici è il nome comune col quale sono noti gli ossiacidi di formula H2SnO6 (n = 3-14) contenenti una catena di atomi di zolfo, come mostrato nella figura. Un esempio è l'acido tetrationico H2S4O6 che ha struttura HO3S–S–S–SO3H.
Questi acidi si possono considerare idealmente derivati dei polisolfani, composti di formula molecolare generale H–Sn–H; sostituendo entrambi gli idrogeni terminali con gruppi –SO3H si ottengono strutture tipo HO3S–Sn–SO3H. Nella nomenclatura IUPAC gli acidi politionici sono quindi acidi disolfonici dei polisolfani. Sostituendo un solo idrogeno dei polifosfani si ottiene invece la famiglia degli acidi monosolfonici dei polifosfani; questi composti non hanno un nome comune, e hanno formula generica H2SnO3 e struttura HO3S–Sn–SH.

## Storia
Il primo a descrivere una reazione tra acido solfidrico e soluzioni acquose di diossido di zolfo fu John Dalton. Egli notò che in queste soluzioni scompariva l'odore tipico di questi gas e si otteneva una soluzione lattescente. Queste soluzioni furono in seguito chiamate soluzioni di Wackenroder dal nome di Heinrich Wilhelm Ferdinand Wackenroder che nel 1846 compì una serie di studi, caratterizzando nuovi acidi dello zolfo. Nei 60–80 anni successivi furono caratterizzate molte specie correlate, tra cui gli ioni tetrationato e pentationato, S4O2−6 e S5O2−6.

## Sintesi
Gli acidi politionici si possono ottenere con varie sintesi, delle quali in genere non è noto il meccanismo, data la presenza di numerose reazioni di ossidoriduzione, di condensazione e dismutazione che avvengono simultaneamente. Esempi tipici sono i seguenti:
- Reazione tra acido solfidrico e diossido di zolfo: Si ottiene una miscela complessa contenente vari ossiacidi dello zolfo, detta soluzione di Wackenroder:

H2S + H2SO3 → H2S2O2 + H2O
H2S2O2 + 2 H2SO3 → H2S4O6 + 2 H2O
H2S4O6 + H2SO3 → H2S3O6 + H2S2O3
- Reazioni di alogenuri di zolfo con HSO−3 o HS2O−3. Ad esempio:

SCl2 + 2 HSO−3 → [O3SSSO3]2− + 2 HCl
S2Cl2 + 2 HSO−3 → [O3SS2SO3]2− + 2 HCl
SCl2 + 2 HS2O−3 → [O3SS3SO3]2− + 2 HCl
- Ossidazione del tiosolfato con ossidanti blandi come I2, Cu2+, S2O2−8, H2O2. Ad esempio:

2 S2O2−3 + 4 H2O2 → S3O2−6 + SO2−4 + 4 H2O
S2O2−3 + I2 → S4O2−6 + 2 I−
Quest'ultima reazione è sfruttata anche in iodometria. Quando la reazione produce l'anione, l'acido corrispondente può essere in genere liberato per aggiunta stechiometrica di acido tartarico.

## Caratteristiche
Negli acidi politionici la catena di atomi di zolfo ha una forma a zig-zag dove l'angolo S–S–S è in media di 104°, e la distanza media S–S è di 204 pm.
Questi acidi sono stabili solo a basse temperature, e la loro stabilità diminuisce al crescere della lunghezza della catena di atomi di zolfo.